# Air Ranger: Rescue Helicopter
Air Ranger: Rescue Helicopter(レスキューヘリコプターエアレンジャー) è un videogioco di simulazione di volo di elicotteri sviluppato da ASK Corporation e pubblicato da Midas Interactive. Il gioco è stato rilasciato esclusivamente per PlayStation 2 il 29 marzo 2001 in Giappone e il 15 novembre 2002 in Europa.

## Modalità di gioco
In Air Ranger: Rescue Helicopter il giocatore assume il controllo di Kane, un pilota di elicotteri da soccorso che assieme alla sua squadra fa parte del gruppo di elisoccorso Air Ranger. Le missioni consistono in affrontare una determinata emergenza entro un tempo limite, oltre che a cercare di ottenere il maggior numero possibile di punti. Il giocatore guadagna punti atterrando con precisione o compiendo la propria missione nel minor tempo possibile ma può anche perderli se danneggia il proprio elicottero o se non riesce a salvare una determinata vittima prima che quest'ultima esaurisca la propria energia. All'interno delle missioni il vento influisce particolarmente sulle prestazioni e la stabilità dell’aeromobile.
Gli elicotteri che possono essere controllati dal giocatore sono rispettivamente il BK-117-B, il CH-47J ed l'OH-6D. A seconda della tipologia dell'emergenza gli elicotteri possono essere equipaggiati con delle lampade da ricerca, un cannone antincendio oppure dei ganci da carico. Talvolta il giocatore può anche calare l'addetto alla fune Bob per soccorrere delle vittime intrappolate.
Alla fine di ogni missione il giocatore riceve una valutazione in base a quanti punti è riuscito a guadagnare, rispettivamente medaglia di bronzo, argento, oro e platino.

## Air Ranger 2: Rescue Helicopter
Il sequel Air Ranger 2: Rescue Helicopter(レスキュー ヘリ エアレンジャー 2) è stato rilasciato il 28 marzo 2002 per Playstation 2 esclusivamente in Giappone. La modalità di gioco resta sostanzialmente invariata con l'aggiunta di nuove missioni di polizia e di trasporto. Ai tre elicotteri già disponibili nello scorso capitolo vengono aggiunti anche il 300CB, l'AS365N2 e l'MH53E.

## Accoglienza
Il titolo è stato recensito positivamente da Famitsu e GameFaqs .